# TAKAYAMANIA EMPIRE
TAKAYAMANIA EMPIRE（タカヤマニア エンパイア）とは、日本のプロレスラー、髙山善廣を支援する団体TAKAYAMANIAが主催するプロレス興行である。

## 概要
- 2017年5月4日、髙山善廣が試合中のアクシデントにより負傷、入院先で頸髄損傷および変形性頚椎症と診断された。9月4日に個人事務所である高山堂とDDTプロレスリングが合同で記者会見を開き、支援団体「TAKAYAMANIA」を設立を発表。同席した鈴木みのるは涙ながらに協力を訴えた。
- 開催収益は会場費などを差し引き高山へ全額寄付される。運営スタッフ、出場選手はボランティアを快諾し参加してる。

## TAKAYAMANIA EMPIRE
- 2018年、支援イベント「TAKAYAMANIA EMPIRE」の開催を発表。興行団体、プロモーション会社ではないため、運営費ゼロからのスタートとしてクラウドファンディングサイト「Makuake」でチケット販売、協賛募集、リターン支援、グッズ制作費を実施した。またチケットは紙や電子媒体ではなく、席番号が印字されているシリコンバンドを採用し後日発送された。
- 当日、会場ロビーには蝶野正洋、垣原賢人、北斗晶、小島聡、桜井マッハ速人、所英男、菊田早苗、大江慎、渡辺健吾、桜庭和志、ヨシタツ等、プロレスラー仲間が事前告知もなく募金活動を行い、試合終了後には佐々木健介と北斗晶が急遽サイン会を行うなど入場者を驚かせ、会場内だけの募金総額は1,031,728円になった[1]。
- 興行終了後、鈴木みのるが「第2回、第3回…あいつが帰ってくるリングが今日生まれたんで。これを残していかないと。」と次回開催を示唆する発言をした[2]。

### 試合
| 第１試合 時間差入場バトルロイヤル 時間無制限勝負                                       |                                                                  | |
| 〇大谷晋二郎                                                                           | 13分35秒 オーバー・ザ・トップロープ レフェリー：西永秀一         | 井上雅央× 高木三四郎× グルクンマスク× 坂口征夫× KAZMA SAKAMOTO× 中澤マイケル× 佐々木貴× ロッキー川村× |
| 第２試合 30分１本勝負                                                                  |                                                                  | |
| 〇杉浦貴 里村明衣子                                                                    | ９分56秒 オリンピック予選スラム レフェリー：和田京平             | 佐藤光留× 橋本千紘                                                                                    |
| 第３試合 30分１本勝負                                                                  |                                                                  | |
| 大森隆男 ×男色ディーノ                                                                 | 10分58秒 エクスプロイダー レフェリー：西永秀一                   | 秋山準〇 ディック東郷                                                                                 |
| 第４試合 30分１本勝負                                                                  |                                                                  | |
| 〇丸藤正道 木高イサミ                                                                  | ９分42秒 イサミとの絶・虎王 レフェリー：和田良覚                 | 佐野巧真 冨宅飛駈×                                                                                    |
| 第５試合 新日本プロレス提供試合 30分１本勝負                                           |                                                                  | |
| 〇永田裕志 成田蓮                                                                      | 10分57秒 バックドロップ・ホールド レフェリー：レッドシューズ海野 | 天山広吉 海野翔太×                                                                                    |
| セミファイナル いつも心にノーフィアー！加藤朋央プレゼンツ６人タッグマッチ 30分１本勝負 |                                                                  | |
| 諏訪魔 浜亮太 ×樋口和貞                                                                | 18分２秒 蒼魔刀 レフェリー：和田良覚                             | 石川修司 火野裕士 HARASHIMA〇                                                                         |
| メインイベント ヒーリングと占い 金魚堂プレゼンツ６人タッグマッチ 30分１本勝負          |                                                                  | |
| 〇鈴木みのる NOSAWA論外 MAZADA                                                         | 20分51秒 ゴッチ式パイルドライバー レフェリー：和田京平           | 太陽ケア TAKAみちのく× 近藤修司                                                                       |

### クラウドファンディング リターン
- クラウドファンディングでの目標額800万円に対し、1,055人の支援者から933万5千円の支援金が集まった。

| 項目                               | 金額                                                            | 支援者数 赤文字は予定数達成 |
| ---------------------------------- | --------------------------------------------------------------- | --------------------------- |
| スペシャルリングサイド席           | 20,000円                                                        | 52人                        |
| 特別リングサイド席                 | 8,000円                                                         | 218人                       |
| リングサイド                       | 7,000円                                                         | 297人                       |
| 指定席                             | 5,000円                                                         | 347人                       |
| リングアナウンサー出来る権         | 50,000円                                                        | 1人                         |
| セコンドとして入場出来る権         | 50,000円                                                        | 0人                         |
| リング上にて花束贈呈権             | 20,000円                                                        | 2人                         |
| 1試合ゴング打鐘権                  | 30,000円                                                        | 0人                         |
| 解説席でゲスト解説出来る権         | 50,000円                                                        | 1人                         |
| リング上で選手と記念撮影出来る権   | 20,000円                                                        | 10人                        |
| 大会記念パンフレットに広告載せる権 | (大)180,000円 (中)100,000円 (小)30,000円                        | 2人 0人 5人                 |
| DVDエンドロールに名前載せる権      | 5,000円 (DVD付)10,000円                                         | 2人 30人                    |
| パンフレットに名前載せる権         | 5,000円 (パンフ付)7,000円                                       | 8人 21人                    |
| 選手サイン入りパンフレット購入権   | 10,000円                                                        | 20人                        |
| 1試合のネーミング購入権            | （第1～5試合）50,000円 （第6試合）80,000円 （第7試合）100,000円 | 1人 1人 0人                 |
| 記念Tシャツに名前載せる権          | (大)50,000円 (中)20,000円 (小)10,000円                          | 3人 30人                    |
| 大会リングマットに広告載せる権     | (中央)1,000,000円 (コーナー)500,000円                           | 0人 1人                     |

## TAKAYAMANIA EMPIRE Ⅱ
- 2019年4月、公式SNSで「TAKAYAMANIA EMPIRE II」の開催を発表。クラウドファンディングサイト「Makuake」では協賛募集、リターン支援を実施し、今回のチケットはプレイガイド販売による紙チケットとなる。当日入場者全員にシリコンバンドが配布された。
- 7月、トークイベントとして「TAKAYAMANIA SPECIAL FORCE」を開催。ゲストは男色ディーノ、鈴木秀樹、296。進行は鈴木健.txt。ここで追加カードとして武藤と前田のトークバトルの開催が発表された。

### 試合
| 第1試合 超スペシャル6人タッグ                                                                           |                                                                        |                                                  |
| ×男色ディーノ 高木三四郎 ストーカー市川                                                                 | ５分28秒 卍固め レフェリー：和田良覚                                   | アントーニオ本多〇 アントニオ小猪木 アントン川村 |
| 第2試合 センダイガールズ提供試合                                                                        |                                                                        |                                                  |
| 里村明衣子 〇橋本千紘                                                                                   | ７分44秒 オブライト レフェリー：西永秀一                               | 松本浩代 DASH・チサコ×                           |
| 第3試合 井上雅央 試練の高山善廣 指名試合                                                                |                                                                        |                                                  |
| ×井上雅央                                                                                               | ９分54秒 アルゼンチン・バックブリーカー レフェリー：和田良覚           | 関本大介 〇                                      |
| 第4試合 邪道VS野獣ストリートファイトバンクハウス有刺鉄線ボードデスマッチ～SPORTSBARゴング熊本プレゼンツ |                                                                        |                                                  |
| 〇 大仁田厚 樋口和貞 大家健                                                                             | 12分54秒 サンダー・ファイアー・パワーボム レフェリー：西永秀一         | 藤田和之 NOSAWA論外× FUJITA                      |
| スペシャルトークバトル                                                                                  |                                                                        |                                                  |
| △武藤敬司                                                                                               | 20分00秒 時間切れ引き分け 進行：田中秀和                               | 前田日明△                                        |
| 第5試合 新日本＆ゼロワン交流戦～ニッポン・クリエイター加藤朋央プレゼンツ                                |                                                                        |                                                  |
| 〇 永田裕志 大谷晋二郎 辻陽太                                                                           | 14分9秒 バックドロップホールド レフェリー：西永秀一                    | 小島聡 高岩竜一 北村彰基×                        |
| 第６試合 セミファイナル NOAH vs DDT～正太郎受験頑張れプレゼンツ                                         |                                                                        |                                                  |
| 清宮海斗 〇 原田大輔 宮脇純太                                                                           | 14分40秒 片山ジャーマン・スープレックス・ホールド レフェリー：和田良覚 | 竹下幸之介 上野勇希× 渡瀬瑞基                    |
| 第7試合 メインイベント ヒーリングと占い金魚堂プレゼンツ                                                 |                                                                        |                                                  |
| △鈴木みのる 鈴木秀樹                                                                                    | 30分00秒 時間切れ引き分け レフェリー：西永秀一                         | 丸藤正道△ 田中将斗                               |

### クラウドファンディング リターン
- 今大会でのチケットは一般販売となった。5月29日から8月6日まで、クラウドファンディングでの目標額250万円に対し、150人の支援者から262万円の支援金が集まった。その他にチケット代、会場内で集めた募金の集計金から、会場代、人件費、グッズ製作費等、開催にかかる必要経費を除いた収益はすべて高山への医療費として納められた。

| 項目                                                   | 金額                                                            | 募集数 ※赤文字は完売。 |
| ------------------------------------------------------ | --------------------------------------------------------------- | ---------------------- |
| ・リングアナウンサー出来る権                           | 50,000円                                                        | 1人                    |
| ・リング上にて花束贈呈権                               | 20,000円                                                        | 7人                    |
| ・1試合ゴング打鐘権                                    | 30,000円                                                        | 1人                    |
| ・解説席でゲスト解説出来る権                           | 50,000円                                                        | 1人                    |
| ・リング上で選手と記念撮影出来る権                     | 20,000円                                                        | 10人                   |
| ・大会記念パンフレットに広告載せる権                   | (大)100,000円 (中)70,000円 (小)20,000円                         | 0人 1人 8人            |
| ・DVDエンドロールに名前載せる権 DVD付                  | 10,000円                                                        | 30人                   |
| ・パンフレットに名前載せる権 パンフ付き                | 7,000円                                                         | 30人                   |
| ・開場前にリングで記念写真を撮れる権                   | 10,000円                                                        | 4人                    |
| ・選手サイン入りパンフレット購入権                     | 20,000円                                                        | 10人                   |
| ・1試合のネーミング購入権                              | （第1～5試合）50,000円 （第6試合）80,000円 （第7試合）100,000円 | 2人 1人                |
| ・限定記念Tシャツに名前載せる権                        | (大)50,000円 (中)20,000円 (小)10,000円                          | 4人 6人 30人           |
| ・リングコーナーポスト1対 広告権（制作費込)            | 80,000円                                                        | 2人                    |
| ・リングコーナーマット1対 広告権（制作費込 持ち帰り可) | 80,000円                                                        | 2人                    |
| ・大会リングマットに広告載せる権                       | 500,000円                                                       | 0人                    |

## TAKAYAMANIA EMPIRE Ⅲ
- 2024年7月4日、「TAKAYAMANIA EMPIRE III」の開催の記者会見を行い、鈴木みのるが大会の開催とメインイベントのカードを発表した。来場者ゲストとして武藤敬司、髙木三四郎、小橋建太、山崎一夫が発表。また今武藤敬司とNOSAWA論外のトークバトルが発表された。
- 前回まで行われたクラウドファンディングは行わず、限定特典権として公式ネットショップでの販売となった。チケットはプレイガイド、後楽園ホール、原宿パイルドライバーにて販売された。
- 全試合終了後、鈴木みのるの呼びかけで、髙山善廣が車いすで登場し、ケガ以来の7年半ぶりにプロレスのリングに上がった。そのまま高山を対角線上に移動させた鈴木みのるは サプライズでシングルマッチを敢行、涙しながら動こうとする高山との対戦はノーコンテストとなった。最後は高山自身のマイクによるノーフィアーで幕を閉じた。
- 髙山の来場は、当日の検査次第のため事前発表は行わなず、サプライズ登場となった[5]。

### 試合
| 第1試合                 |                                                                  |                                      |
| 佐藤光留 ×植木嵩行      | 9分50秒 ダブルアーム・スープレックス レフェリー：和田良覚        | 鈴木秀樹〇 葛西純                    |
| 第2試合                 |                                                                  |                                      |
| 〇里村明衣子            | 7分56秒 スコーピオ・ライジング レフェリー：松井幸則              | シン・広田さくら改め シン・髙山善廣× |
| 第3試合                 |                                                                  |                                      |
| 橋本千紘 優宇 ×井上雅央 | 17分52秒、優しい丸め込み レフェリー：松井幸則                    | 秋山準〇 石川修司 松本浩代           |
| スペシャルトークバトル  |                                                                  |                                      |
| 武藤敬司                | 20分時間切れ 聞き手：鈴木健.txt                                  | NOSAWA論外                           |
| 第4試合 セミファイナル  |                                                                  |                                      |
| ○丸藤正道 男色ディーノ  | 10分52秒、リップロック → レフェリーストップ レフェリー：西永秀一 | 菊タロー× 浜亮太                     |
| 第5試合 メインイベント  |                                                                  |                                      |
| ×鈴木みのる             | 27分18秒、PK レフェリー：和田京平                                | 柴田勝頼○                            |
| 特別試合                |                                                                  |                                      |
| 鈴木みのる              | ノーコンテスト レフェリー：和田京平                              | 髙山善廣                             |

### 限定特典権
| 項目                                                   | 金額      |
| ------------------------------------------------------ | --------- |
| ・リング上で選手と記念撮影出来る権                     | 20,000円  |
| ・パンフレットに名前載せる権 パンフ付き                | 7,000円   |
| ・リングコーナーマット1対 広告権（制作費込 持ち帰り可) | 120,000円 |
| ・選手サイン入りパンフレット購入権                     | 20,000円  |
| ・リングアナウンサー出来る権                           | 50,000円  |
| ・ゲスト解説出来る権                                   | 50,000円  |
| ・セミファイナルネーミングライツ＆花束贈呈             | 100,000円 |
| ・メインイベントネーミングライツ＆花束贈呈             | 120,000円 |

## TAKAYAMANIA EMPIRE Ⅳ
- 2025年7月3日、「TAKAYAMANIA EMPIRE Ⅳ」の開催の記者会見を行い、鈴木みのるが大会の開催とメインイベントの出場者として　鈴木みのる、柴田勝頼、丸藤正道、KENTAを発表した[6]。
- 大会には高山善廣が来場し、メインイベントの組み合わせを当日、高山自身から発表する予定[7]。
- 来場者ゲストとして小橋建太、山崎一夫、髙木三四郎、里村明衣子が発表[8]。

### 試合
| 樋口和貞 MAO 男色ディーノ |          |          | 上野勇希 HARASHIMA ヤス・ウラノ |
| 永井大貴                  |          |          | 小藤将太                        |
| 橋本千紘 優宇             |          |          | 松本浩代 岡優里佳               |
| 桜庭和志 鈴木秀樹         |          |          | 佐藤光留 田村男児               |
| 第1試合                   |          |          |                                 |
|                           |          |          |                                 |
| 第2試合                   |          |          |                                 |
|                           |          |          |                                 |
| 第3試合                   |          |          |                                 |
|                           |          |          |                                 |
| 第4試合 セミファイナル    |          |          |                                 |
|                           |          |          |                                 |
| 第5試合 メインイベント    |          |          |                                 |
| 鈴木みのる                | 柴田勝頼 | 丸藤正道 | KENTA                           |

### 限定特典権
| 項目                                                   | 金額      |
| ------------------------------------------------------ | --------- |
| ・リング上で選手と記念撮影出来る権                     | 20,000円  |
| ・パンフレットに名前載せる権 パンフ付き                | 7,000円   |
| ・リングコーナーマット1対 広告権（制作費込 持ち帰り可) | 120,000円 |
| ・選手サイン入りパンフレット購入権                     | 20,000円  |
| ・セミファイナルネーミングライツ＆花束贈呈             | 100,000円 |
| ・メインイベントネーミングライツ＆花束贈呈             | 120,000円 |